# جی‌سی هاپکینز
جی‌.سی. هاپکینز (به انگلیسی: J.C. Hopkins؛ زادهٔ ۹ اوت ۱۹۶۴) موسیقی‌دان، رهبر ارکستر، نویسنده، تهیه‌کنندۀ موسیقی و ترانه‌سرای آمریکایی است. او در طول دوران حرفه‌ای خود با بسیاری از هنرمندان برجسته همکاری داشته و سبک موسیقایی او ترکیبی از جاز، بلوز و موسیقی عامه‌پسند است. هاپکینز به دلیل آثار خلاقانه‌اش در دنیای موسیقی، نامزد دریافت جایزه گرمی شده و مورد تحسین منتقدان قرار گرفته‌ است.

## زندگی
جی‌.سی. هاپکینز عمدتاً به دلیل فعالیت در سبک جاز و بلوز شناخته شده است. او فعالیت خود را از جوانی شروع کرد و در اوایل دهه ۱۹۸۰ میلادی به‌ صورت جدی وارد دنیای موسیقی شد. جی.سی هاپکینز از نوجوانی علاقه زیادی به موسیقی داشت و به نوازندگی پیانو پرداخت. در شروع فعالیت‌های حرفه‌ای خود، به عنوان یک نوازندۀ پشتیبان و آهنگساز در گروه‌های جاز و بلوز شناخته شد.

### شروع فعالیت
جی‌.سی. هاپکینز از سنین جوانی به موسیقی علاقه‌مند شد، به‌ویژه در سبک‌‌های بلوز و جاز توانست خود را مطرح کند.
او در دهه‌های ۷۰ و ۸۰ میلادی با گروه‌های مختلف جاز و بلوز همکاری کرد.
هاپکینز به خاطر توانایی‌اش در نوازندگی پیانو و آهنگسازی، جایگاه مهمی در دنیای جاز و بلوز به‌دست آورد و با هنرمندان برجسته‌ای همکاری داشت.
فعالیت‌های موسیقی او بیشتر در زمینه نوآوری و اجرای قطعات جدید در این ژانرها بود؛ از آن زمان، جی.سی. هاپکینز به تدریج به یک چهرۀ مهم در دنیای جاز و بلوز تبدیل شد و در کنسرت‌ها و جشنواره‌های مختلف به‌عنوان هنرمند برجسته درخشید.
جی‌.سی. هاپکینز از مادری آمریکایی و پدری روسی-یهودی در شهر کیپرس ایالت کالیفرنیا در ایالات متحدۀ آمریکا به دنیا آمد و در آنجا بزرگ شد. در دوران جوانی و تحصیل، در بندهای مختلف موسیقی می‌نواخت. او ابتدا نواختن گیتار و سازدهنی را آموخت و در نهایت تمرکز خود را بر سازدهنی گذاشت. پس از نقل‌مکان به سانفرانسیسکو در اواخر دههٔ ۸۰ میلادی، هاپکینز شروع به اجرای انفرادی به عنوان یک خواننده فولک کرد. اولین گروه او در فلاپ هاوس به عنوان یک گروه راک فولک شروع به کار کرد و اولین آلبوم خود را با پیتر کیس (Peter Case) تولید کرد. آلبوم دوم گروه، بدون ترس، نقدهای مطلوبی از جمله جوهر در مجله اسپین به‌دست آورد. در سال ۱۹۹۸ او اولین موزیکال جاز خود را با نام «شو بیزنس» در کافه دونور در سانفرانسیسکو اجرا کرد.

## گروه موسیقی
جی‌.سی. هاپکینز به عنوان رهبر گروه معروف جی.سی هاپکینز بیگیش بند فعالیت می‌کند. این گروه با هنرمندان برجسته‌ای مانند الویس کاستلو، نو راه جونز، جان هندریکس و مادلین پیرو همکاری داشته است.
به‌عنوان یک آهنگ‌ساز، آثار هاپکینز توسط هنرمندان زیادی اجرا شده‌اند. ازجمله آهنگ «رؤیاها به واقعیت می‌پیوندند» که توسط ویلی نلسون و نورا جونز ضبط شد و نامزد جایزهٔ گرمی شد. او همچنین آلبوم‌های متعددی تولید کرده است، از جمله یک آلبوم کودکان به نام «سمت آفتابی خیابان» برای بازیگر جان لیتگو که نامزد جایزهٔ گرمی شد.
هاپکینز همچنین در زمینه‌های دیگر هنری نیز فعالیت دارد. فیلم‌نامه او به نام «شاعران نابودگران هستند» تبدیل به یک فیلم سینمایی شد و جوایزی همچون بهترین فیلم در جشنوارهٔ فیلم کوئرن را به دست آورد. نمایشنامه او «Rose Does Rico» نیز در جشنوارهٔ تئاتر نیویورک در ژوئیه ۲۰۲۴ به نمایش درآمد. علاوه‌ بر این، او چندین کتاب شعر منتشر کرده است و رمان‌های «The Perfect Fourth» و «I Was a Teenage Communist» نیز از آثار او هستند.
این تنوع در فعالیت‌های هنری هاپکینز نشان‌دهندهٔ تعهد او به هنر در اشکال مختلف، از جاز تا ادبیات و سینما است. 